# 西門町學生潑糞事件

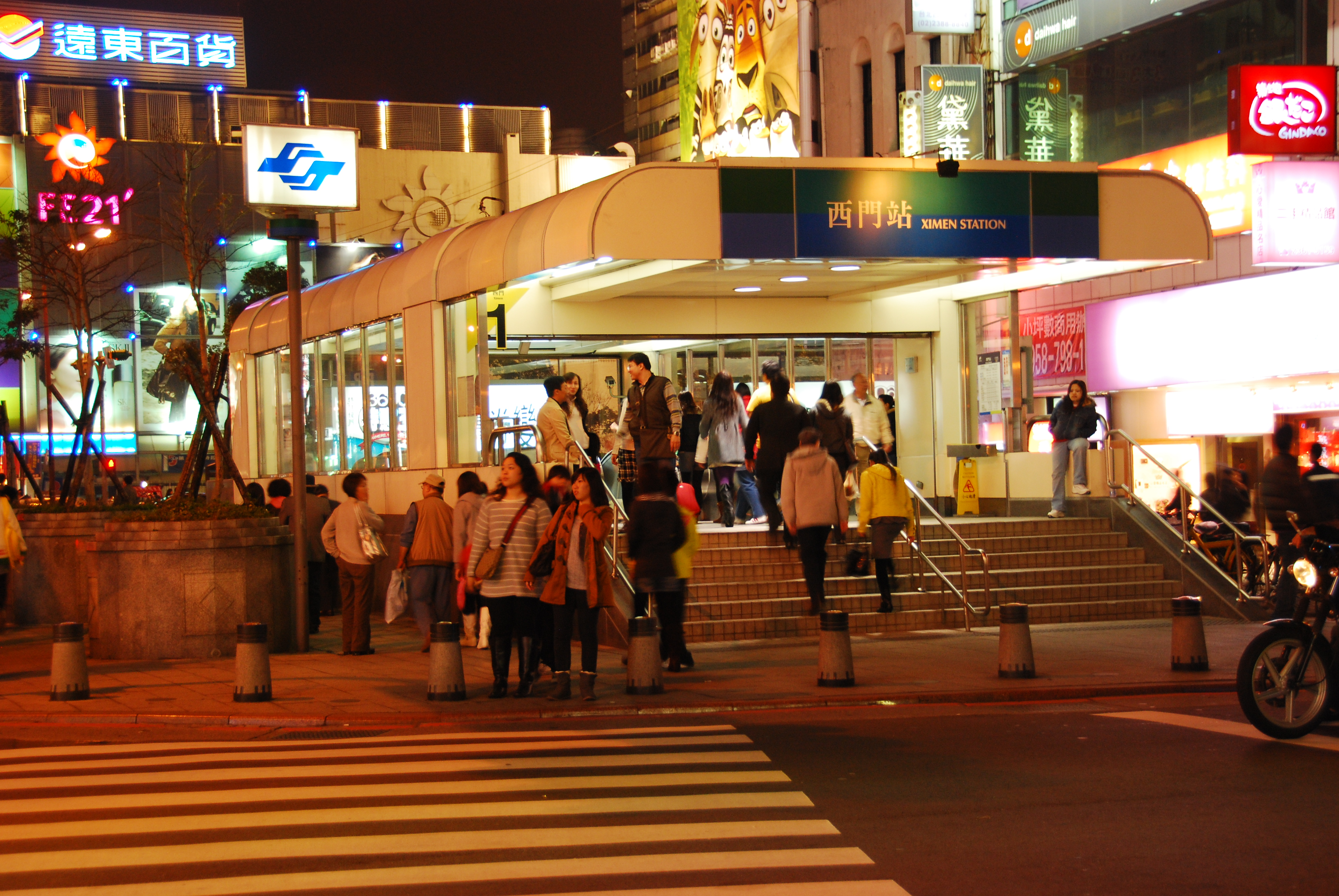
台北捷運西門站1號出口

西門町學生潑糞事件為2012年5月12日發生在台灣台北市西門町的一起青少年行為爭議事件。該日晚間，就讀臺北市私立強恕高級中學的兩名學生在西門町對街友潑灑糞尿取樂，同行的學生和友人將過程拍攝下來並上傳至網路，行徑遭到社會大眾撻伐。之後，學生表達歉意。校方原先打算將學生退學，但因於法無據而取消退學懲處，改以記過及社會服務代替。

## 事件經過
事件當事人分別是柏泰園總裁陳萬添之子、強恕高中學生陳泰安，同校的學生曾柏錦、紀冠宇，以及曾柏錦的友人呂佳鎰。四人由曾柏錦帶頭，在2012年5月1日起一連五天，用飲料紙杯蒐集自己的糞便和尿液，在台北市西門町隨機找街上的街友潑灑糞便，並取笑對方「喝太多飲料澆一些尿給你喝，怕你口渴」，地點包括台北捷運西門站1號出口和臺北市政府警察局漢中街派出所旁服飾店。動手潑糞的是曾柏錦和陳泰安，紀冠宇在場但並未參與此事，且有試圖阻止兩人行為。過程被拍成影片並上傳至Facebook，影片取名《出任務》，留言稱「以前補習班老師也說，這樣刺激他們，可以幫助他們努力脫離遊民生活」。影片廣為流傳後，他們遭到社會大眾撻伐，陳泰安和曾柏錦被稱為「潑糞少年」、「潑糞雙煞」。
由於陳泰安的父親陳萬添是中華民國警察之友會副理事長，在警界具有人脈，他請託當時擔任台北市政府警察局刑事警察大隊偵五隊副隊長的林宏銘居中協調，並找受害街友付封口費。5月12日，陳泰安和曾柏錦在林宏銘的陪同下投案。兩人接受警方訊問後，在媒體面前下跪道歉，表示不會再犯而陳泰安的母親也鞠躬道歉。陳泰安之後也上傳影片，表示會盡可能協助遊民和弱勢團體。陳萬添則透過簡訊致歉，並指出兒子有精神疾病，希望社會大眾給兒子機會。
強恕高中臨時召開學生事務會議，以毀損校譽為由，在13日對這兩名學生祭出退學處分；次日遭台北市政府教育局糾正於法無據，於是強恕高中撤銷原處分，改以記過及社會服務代替。另外，強恕高中表示，會對全校師生加強人權教育和道德教育。台北市長郝龍斌在15日表示，潑糞事件不只是教育和社會問題，必須讓關懷弱勢成為教育的一環，進而成為台北市文化的一部分。
這起事件一共造成六名街友受害，不過並無街友出面指控。一名受害街友表示，希望家長可以帶學生誠摯道歉，並賠償衣服和棉被。而有受訪的街友表示，雖然深感屈辱，但不願意以《中華民國刑法》「公然侮辱罪」提告，並感嘆「自己是遊民，有什麼資格告人」。之後，台北市政府警察局依違反《社會秩序維護法》「污濕他人衣物」，裁罰新台幣1500元。之後，陳泰安改名陳敬衛。
在事發約一週後，網路上出現一段名為《台南善心華醫二少》的短片，影片中兩名就讀中華醫事科技大學資管系的學生分送三十個麵包給台南市的遊民，藉此諷刺潑糞行為；此舉受到許多網友讚許，但也有觀點認為他們拍攝影片並自我宣傳的動機是想成名，與潑糞行為的動機沒有太大的差別。這兩名資管系學生表示，此舉並不是想成名，而是想讓社會有更多愛心。

## 類似事件
- 葉冠亨酒駕肇事致死案
- 新店救護車阻擋事件